# Öwezgeldi Ataýew
Ovezgeldy Atayev (Turkmeens: Öwezgeldi Ataýew, Russisch: Овезгелды Атаев)  (Turkmeense Socialistische Sovjetrepubliek, 1951) was tot 21 december 2006 de voorzitter van het Turkmeense parlement, de Mejlis. Volgens de grondwet had hij na de dood van Saparmurat Niazov president ad interim moeten worden, maar dit is niet gebeurd omdat er binnen luttele uren een strafzaak tegen hem werd aangespannen, waarna hij werd gearresteerd. Kurbanguly Berdymukhamedov werd in zijn plaats benoemd tot president. Volgens Kommersant is Atayev op 21 december 2006 gearresteerd, waarna hij ook uit zijn functie ontheven werd. Hij is aangeklaagd voor machtsmisbruik en schending van de mensenrechten.